# Agfa Selectronic
Mit Selectronic hat Agfa zwei Kamerabaureihen benannt, zum einen die Sucherkameras mit Zeitautomatik aus dem Agfa Camerawerk München, zum anderen Spiegelreflexkameras aus der Produktion von Chinon.

## Sucherkameras

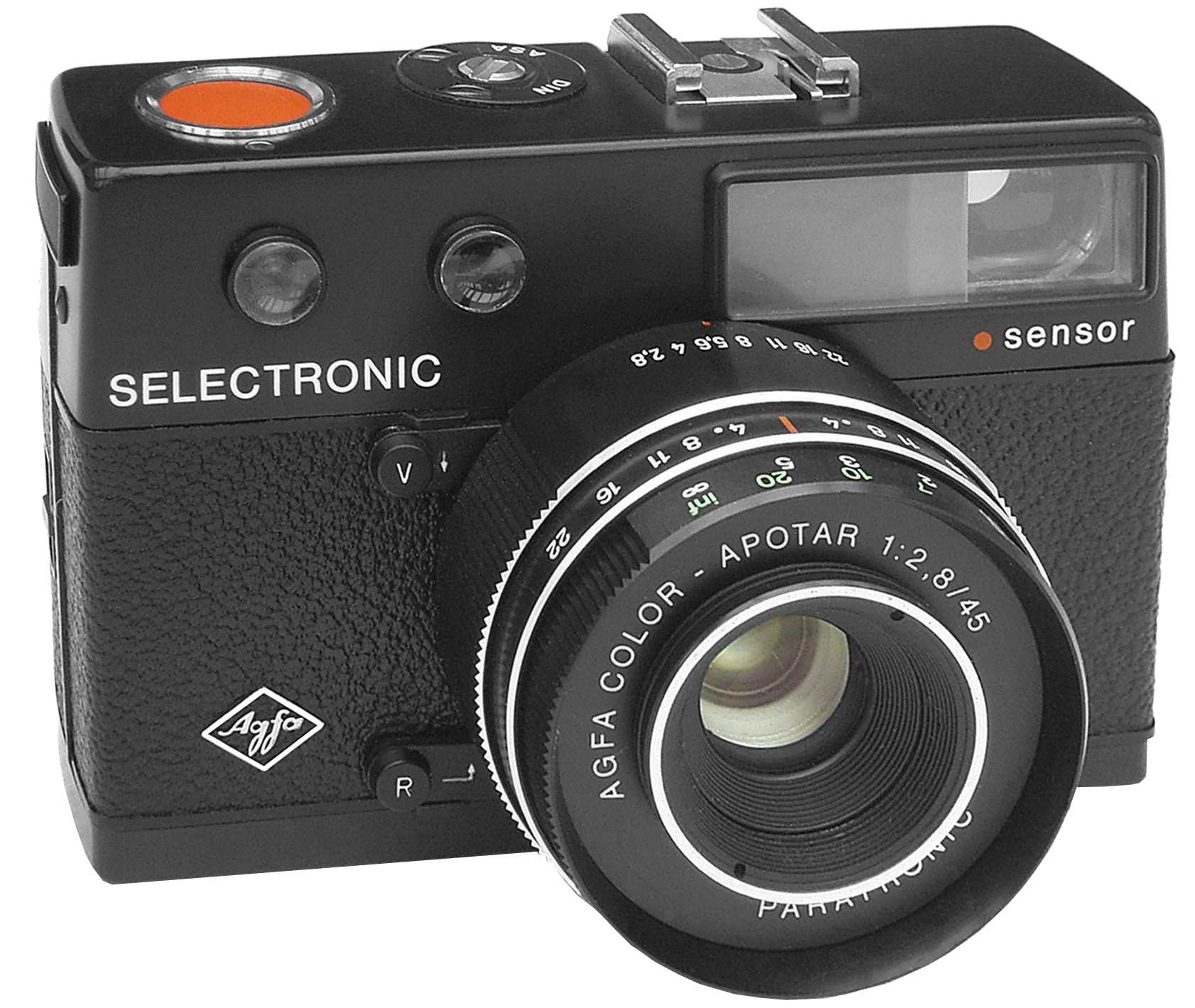
Agfa Selectronic

### Selectronic Sensor
Die 1970 erschienene Selectronic Sensor leitete sich von der Agfa Optima 500 Sensor ab und wies stets schwarze Gehäusedeckel auf, was während der gesamten 1970er Jahre als professionell galt. Es handelte sich um einen Zeitautomaten. Die Blende musste am Objektiv vorgewählt werden, dann stellte die Belichtungssteuerung die passende Zeit ein und zeigte sie mit einem Zeiger im Sucher an. Außerdem wies diese Kamera einen Selbstauslöser auf. Ungeachtet ihres recht teuren Verkaufspreises von 350 DM besaß sie allerdings nur ein dreilinsiges Objektiv, das Apotar, welches auch bei der Optima verwendet wurde.

### Selectronic S Sensor

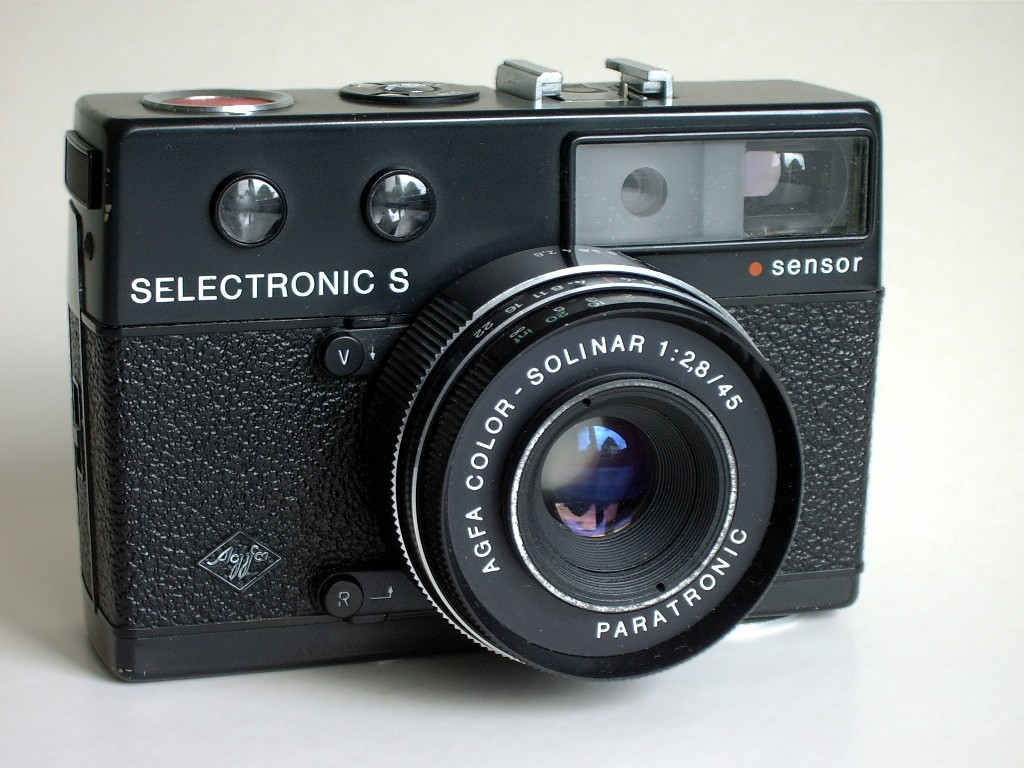
Agfa Selectronic S

Gleichzeitig erschien die Luxusausführung Selectronic S. Sie besaß mit dem Solinar 2,8 als einzige Modell der gesamten Baureihe ein vierlinsiges Objektiv, außerdem waren in ihrem Sucher ein weiterer Zeiger für den Blendenwert und ein Entfernungsmesser eingespiegelt. Diese Raffinessen hatten allerdings einen mit 450 DM schon recht hohen Verkaufspreis zur Folge.

### Paratronic-Verschluss
Der von Agfa selbst gefertigte Paratronic-Verschluss der Selectronic funktionierte wie folgt: Drücken auf dem Sensor-Auslöser gab mechanisch die beiden Sektoren des Verschlusses frei und schaltete die Belichtungssteuerung ein. Dadurch bewegte sich der erste Sektor per Federkraft, wodurch Licht auf den Film fallen konnte, während der zweite Sektor solange von einem Elektromagneten festgehalten wurde, bis der Steuer-IC diesen abschaltete. Dann beendete der zweite Sektor den Lichteinfall. An dem Steuer-IC war ein Kondensator angeschlossen, der während der Belichtung aufgeladen wurde. Diese Ladezeit bestimmte die Belichtungszeit, wobei der Ladestrom vom Fotowiderstand abhing und dadurch mit zunehmender Helligkeit schneller vonstattenging. Da Cds-Zellen wesentlich empfindlicher als Selenzellen waren, konnte die Belichtungszeit auf 15 s ausgedehnt werden. Dies erlaubte es, leicht Nachtaufnahmen zu erstellen, wobei sogar Helligkeitsänderungen während der Belichtung Berücksichtigung fanden.
Die Bezeichnung Paratronic leitet sich von der Baureihe Parat ab.

### Verbreitung
Die beiden Kameras wandten sich vor allem an Fotoamateure, um sie als Zweitkamera zu benutzen. Dabei stellte die deutlich kleinere Rollei 35 eine so große Konkurrenz dar, dass nur wenige Exemplare verkauft wurden. Allerdings konnte Agfa die elektronische Verschlusssteuerung schon einmal in der Serienproduktion testen, sie kam dann bei den Agfamatic Pocket-Modellen und bei allen Varianten der neuen Optima-Generation von 1976 vor.

## Spiegelreflexkameras

### Vorgeschichte

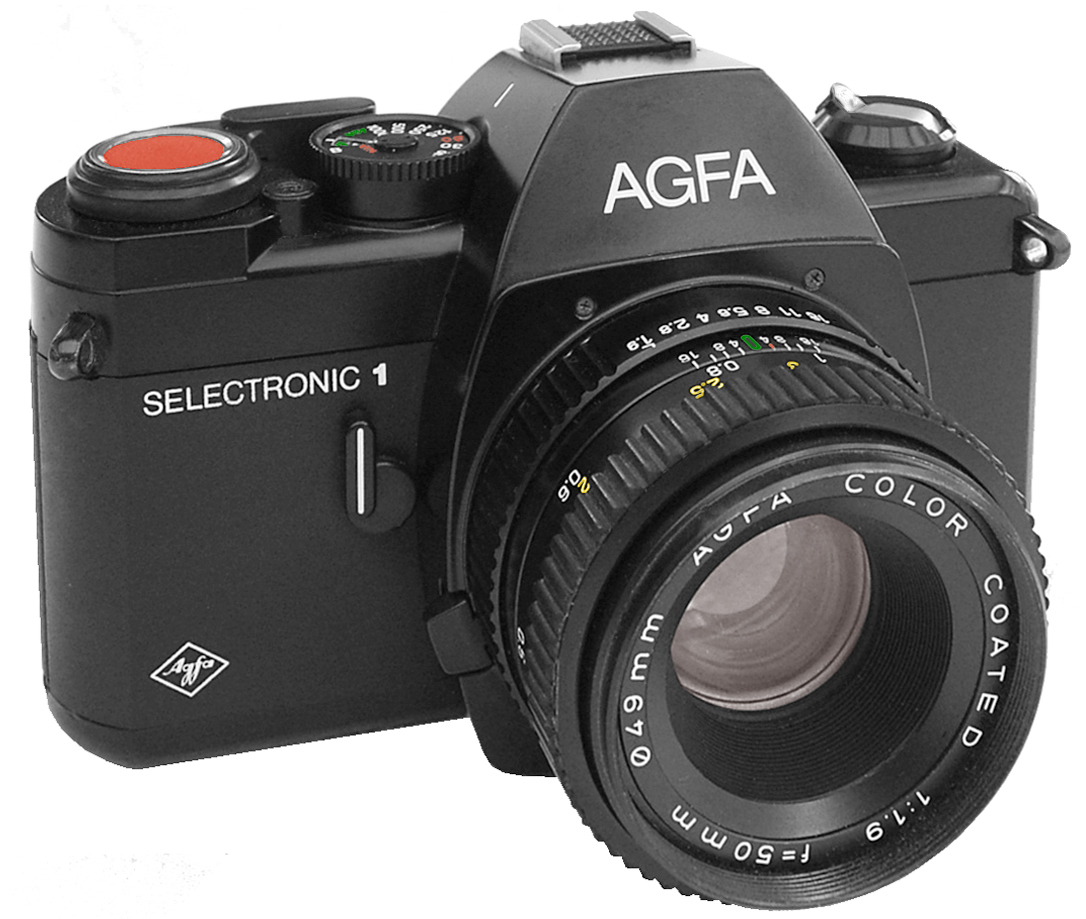
Agfa Selectronic 1

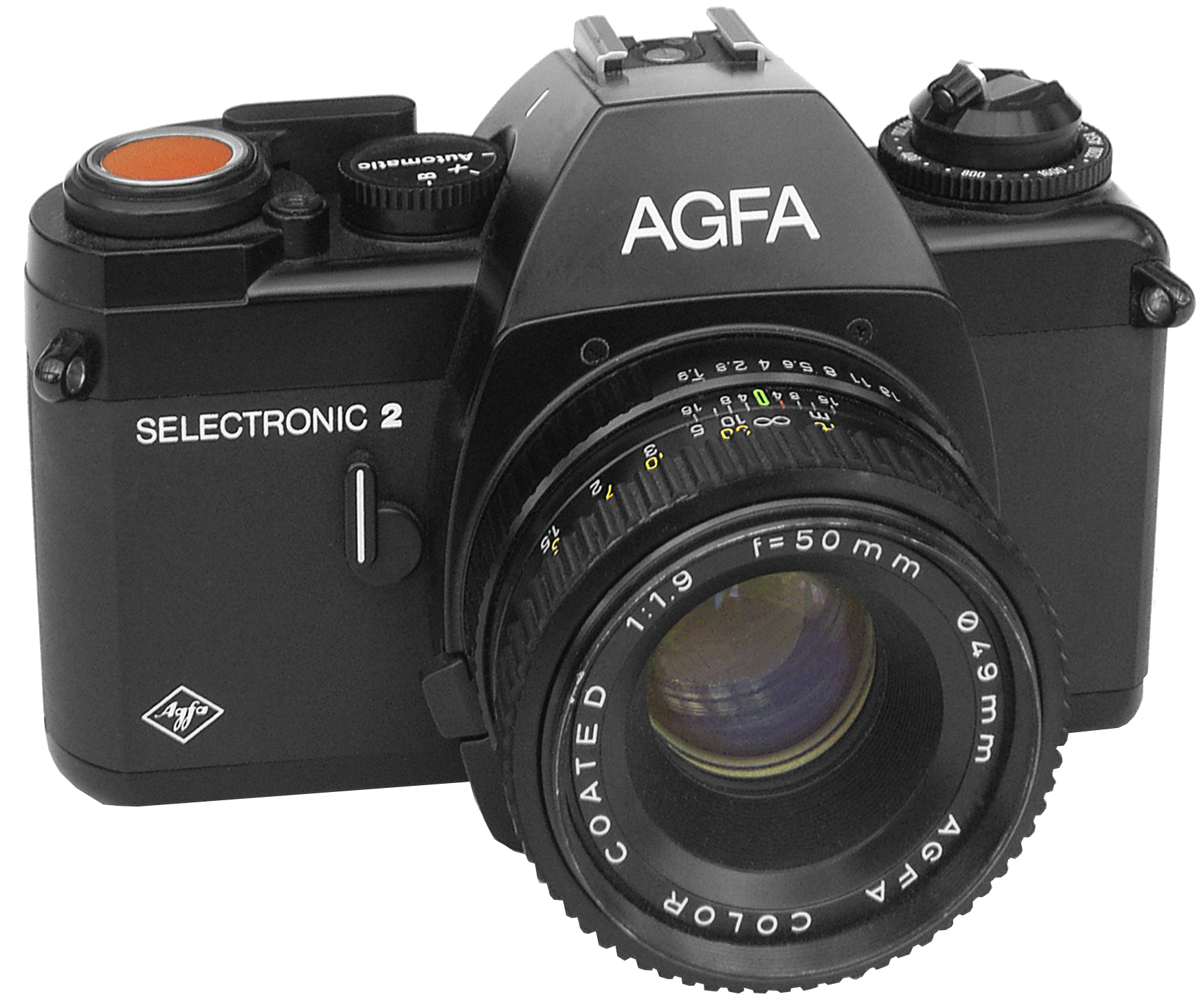
Agfa Selectronic 2

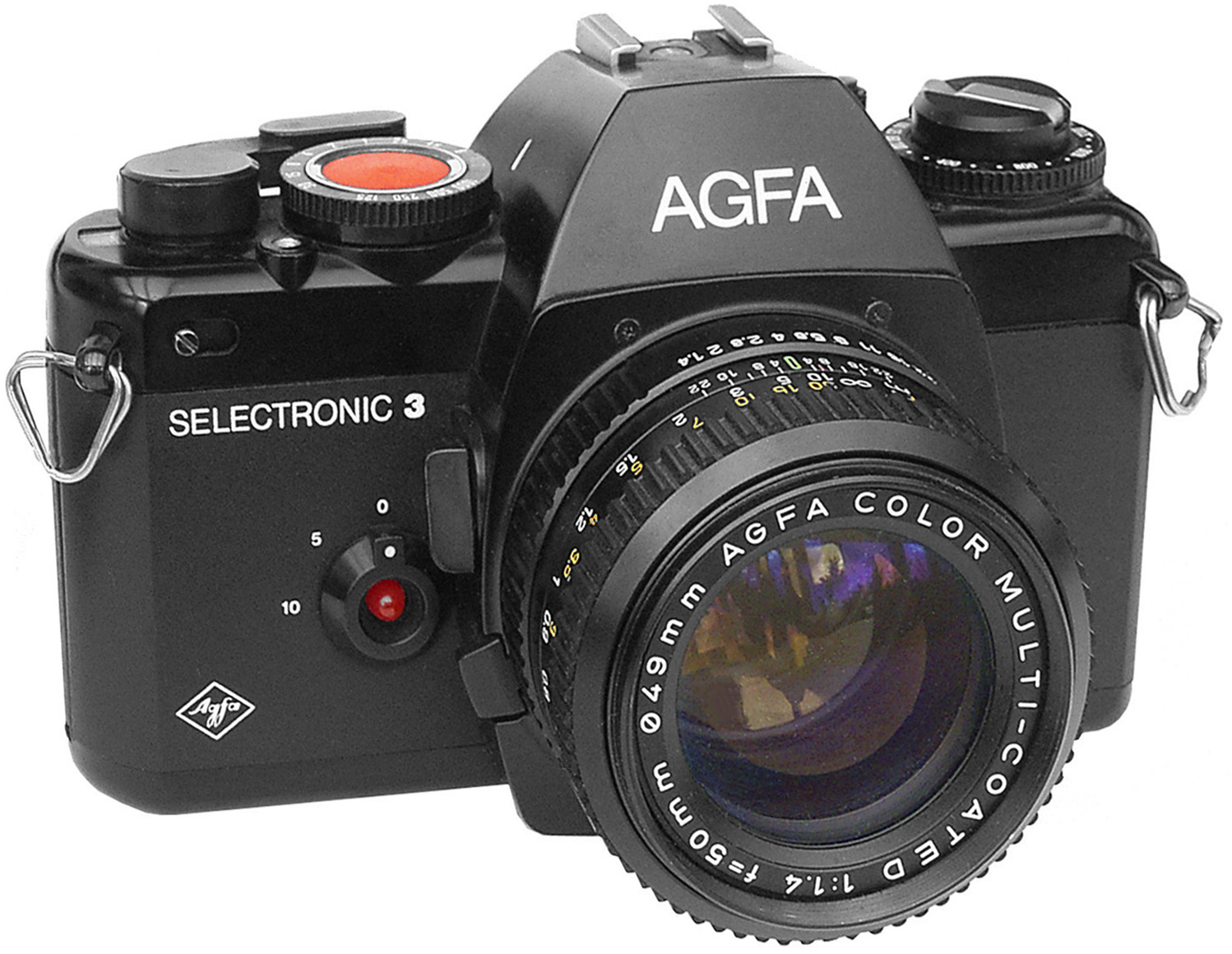
Agfa Selectronic 3

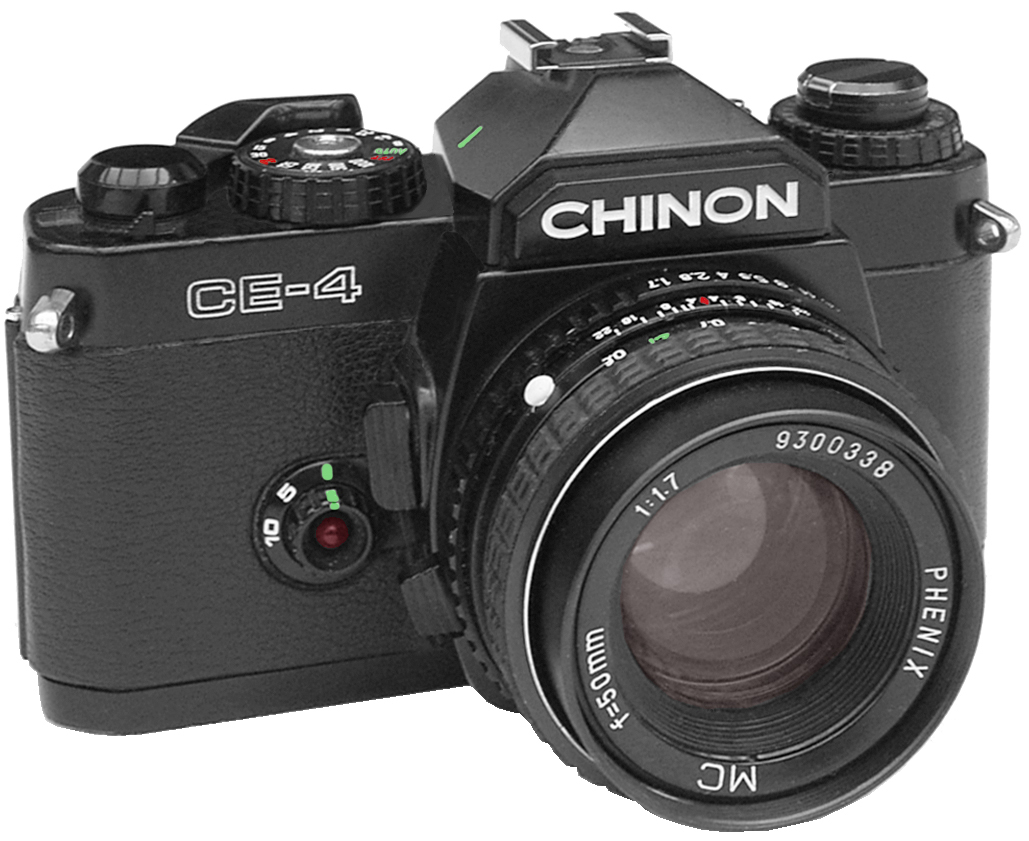
Chinon CE-4, Grundlage für die Selectronic 3

Agfa offerierte einige Zeit keine Spiegelreflex-Kameras mit Wechselobjektiv, nach nicht unbedeutenden, aber gegenüber anderen Firmen weniger oft verkauften Spiegelreflex-Modellen um 1960. Nachdem aber in der zweiten Hälfte der 1970er Jahre Spiegelreflex-Kleinbildkameras immer populärer wurden, beschloss man, wieder so etwas anzubieten. Da eine eigene Konstruktion langwierig und teuer gewesen wäre, ließ man drei vorhandene Kameras eines japanischen Herstellers modifizieren und nahm diese 1980 unter eigenen Namen ins Programm auf. Dieses Vorgehen war nicht ungewöhnlich, insbesondere die Versandhäuser gingen schon seit langem so vor, beispielsweise Photo Porst. So gab es die ausgewählten Modelle nicht nur vom Hersteller Chinon unter eigenen Namen, sondern unter anderem auch als Revueflex von Foto Quelle. Allerdings waren die Modelle, die Chinon für AGFA fertigte, durch die Design-Änderung (Schlagheck-Schultes-Design, wie schon vorher andere AGFA-Modelle) im Aussehen deutlich anders als die nur mit neuem Namen versehenen Revueflex, dazu kam der typische AGFA Sensor-Auslöser, den die Firma in die Chinon-Kameras einbauen ließ.

### Selectronic 1
Bei der einfachsten Ausführung handelte es sich um die Chinon CM 4, ein Halbautomat mit Leuchtdioden im Sucher zur korrekten Belichtungseinstellung. Sie besaß einen Schlitzverschluss aus Metall, der von 1 s bis zu den seinerzeit üblichen 1/1000 s reichte. Die Selectronic gab sich mit ihrem gewohnten Sensorauslöser auf den ersten Blick als Agfa-Kamera zu erkennen. Objektive bot Agfa kaum an, allerdings konnte man mit dem weit verbreiteten Bajonett vom Typ Pentax K viele Fremdobjektive kaufen.

### Selectronic 2
Die Selectronic 2 entsprach der Chinon CA 4, war ein Zeitautomat und unterschied sich mit ihrer Ausstattung ansonsten nicht sehr von dem Einstiegsmodell.

### Selectronic 3
Die Selectronic 3 entsprach der Chinon CE  und besaß einen Winderanschluss für einen motorischen Filmtransport, der mit 2 Bildern/s arbeitete. Außerdem reichten ihre Verschlusszeiten bis zu 4 s und man konnte die Zeitautomatik abschalten, also Zeit und Blende beliebig wählen.

### Verbreitung
Agfa beabsichtigte, seine Spiegelreflexkameras zu einem Festpreis zu verkaufen. Zwar war in Deutschland eine Preisbindung seit 1974 nicht mehr zulässig, man konnte dies aber mit Verkaufsagenturen umgehen, ein Vorgehen, wie es auch Telefunken betrieb. Eigentlich waren solche Agenturen nur für Händler gedacht, die nur eine einzige Marke vertrieben, wie es insbesondere bei Kaffee (Tchibo, Eduscho) der Fall war. Wenn nun ein Teil des Verkaufsraums exklusiv für Agfa bereitstand, dann ließ es sich dennoch durchsetzen, wenngleich juristisch umstritten. Dies hatte jedoch höhere Preis zur Folge, als Foto Quelle sie verlangte. Und da der Unterschied zwischen einer Agfa Selectronic und dem Pendant von Revue nur im Sensorauslöser bestand, musste Agfa die Preisbindung zum 2. Mai 1982 schließlich aufgeben.
Hinzu kommt, dass der Höhepunkt des Spiegelreflexkamera-Verkaufs im Jahre 1979 lag und zur Vorstellung der Selectronic bereits überschritten war. Zudem erwarteten die Kunden von Agfa qualitativ höherwertige Kameras, sodass sich der Einstieg in den Systemkamera-Markt als Misserfolg erwies.